# 日本纖維前站
日本纖維前站（日语：／ Nihonsenimae eki */?）是位於富山縣富山市堀川町，富山地方鐵道（地鐵）笹津線的鐵路車站（廢站）。

## 歷史
- 1950年（昭和25年） - 1952年（昭和27年）[注 1]：富山地方鐵道笹津線的日本纖維前站啟用。當時只有客運業務[1]。
- 1975年（昭和50年）4月1日：笹津線廢除，此站也被廢除[2][1][3][4]。

## 車站構造
截至車站廢除前，此站是一座地面車站，設有1面1線的單式月台。月台在路軌的西邊（地鐵笹津方向的列車會開啟右邊車門）。此站沒有轉轍器。
此站是無人車站，沒有站舍與候車室。月台靠近南富山一方設有斜道，連接站外設施。

## 車站周邊
在車站東南方設有日本纖維的工場。此站的名稱也是取自該工場。
- 國道41號（越中東街道）
- 國道359號（日语：国道359号） - 此站許廢除後才開通。
- 富山縣道317號下掛尾堀川小泉線（日语：富山県道317号下掛尾堀川小泉線）
- 彌彥神社（分社）

## 現狀
截至1998年（平成10年），日本纖維工場遺址變成了大榮的停車場入口。隨後，該處的大榮變成了大榮附屬超級市場Hypermart，該超市於2000年（平成12年）10月31日結業後，變成了名為「富山My Plaza」的購物中心。在該中心的主要商戶是上新電機。截至2007年（平成19年）9月、2008年（平成20年）和2009年（平成21年）11月也是同樣。
另外，在此站附近的路軌遺址，截至1998年（平成10年），從南富山站至此站之間鋪設了雙線雙程的國道359號，該國道一直延伸至田村町站遺址南邊附近。截至2008年（平成20年）也是同樣，於此站遺址附近的道路均為市道。

## 相鄰車站
富山地方鐵道
笹津線
南富山－日本纖維前－袋

## 注腳

## 相關項目
- 日本鐵路車站列表 Ni